# Božský pokrm
"Božský pokrm" (anglicky "The Food of the Gods") je sci-fi povídka spisovatele Arthura C. Clarka, která vyšla v Československu ve sbírce Zpráva o třetí planetě z roku 1982  a v ČR ve sbírce Devět miliard božích jmen z roku 2002.
V angličtině vyšla např. ve sbírce s názvem The Wind from the Sun.

## Obsah povídky
Povídka popisuje soudní přelíčení, při kterém jsou zkoumány morální aspekty syntetického pokrmu s obchodním názvem Ambrosie Extra.
V době, kterou povídka popisuje, je veškerá potrava syntetizována ze základních prvků a přestože tak vznikají i zcela autentické masné výrobky, společnost si již nedovede představit, že suroviny na jejich výrobu byly dříve získávány zabíjením zvířat.
V době gastronomické rozmanitosti, jakou lidstvo do té doby nepoznalo, se na trhu objevuje Ambrosie Extra a okamžitě získává celosvětovou popularitu.
Jako obvykle jde o čistě syntetický produkt. Problém je jen morální, protože maso, o kterém labužníci tvrdí, že ve své chuti nemá konkurenci, je lidské.